# Ignaz Paul Vital Troxler
Ignaz Paul Vital Troxler (Beromünster, 17 agosto 1780 – 6 marzo 1866) è stato un medico, filosofo e politico svizzero di lingua tedesca.

## Biografia
Troxler nacque a Beromünster, Svizzera e studiò a Jena e Gottinga.  Praticò poi la medicina a Vienna, dove frequentò anche Ludwig van Beethoven.  Coltivò i suoi interessi nella neurofisiologia, conducendo rigorosi esperimenti e scoprendo nel 1804 un fenomeno della percezione visiva, che è tuttora associato al suo nome (effetto Troxler) e che consiste nell'attenuazione della percezione periferica quando lo sguardo è mantenuto costantemente fisso su un punto.
Pur continuando a praticare anche la medicina i suoi interessi lo spinsero principalmente verso la filosofia e l'azione politica. Insegnò storia e filosofia al liceo di Lucerna e ad Aarau e in seguito divenne professore all'università di Basilea e poi dal 1834 al 1850 all'università di Berna.
Nel 1801-02 assistette a Jena ai corsi di Schelling ed al primo corso tenuto da Hegel (allora Privatdozent) su "logica e metafisica"; i suoi appunti sono state pubblicati e commentati da Klaus Düsing nel suo libro Schellings und Hegels erste absolute Metaphysik  (1801-1802) e costituiscono un documento importante per lo studio dello sviluppo del pensiero dei due filosofi.
Il pensiero filosofico di Troxler è ispirato al Romanticismo e si inserisce nella tradizione neoplatonica, mediata anche da studiosi rinascimentali  alchimisti come Paracelso o Jakob Böhme. Il fondamento della filosofia deve essere cercato secondo Troxler nell'antropologia, in quanto la comprensione della natura profonda dell'uomo (fra cui anche quella delle attività pre-coscienti come i sogni) porta a comprendere l'intero universo e a scoprirvi le tracce dell'operato divino (cfr, l'idea esoterica ed ermetica di macrocosmo e microcosmo). L'antropologia, poi, deve elevarsi in una "antroposofia", che conduce a Dio. La filosofia di Troxler, quindi, si avvicina alla teosofia e probabilmente il termine rinascimentale di antroposofia fu ripreso da Rudolf Steiner proprio tramite le opere di Troxler.
I suoi incarichi di insegnamento a Lucerna e a Basilea ebbero una brevissima durata a causa dell'opposizione suscitata dalle sue posizioni politiche liberali e democratiche. In un suo scritto propose la costituzione degli Stati Uniti d'America come modello per quella svizzera ottenendo nel 1848 l'adozione del sistema bicamerale nella costituzione federale elvetica.

## Opere principali
- Über das Verschwinden gegebener Gegenstände innerhalb unseres Gesichtskreises (Sulla sparizione di certi oggetti dal nostro campo visivo), Ophthalmologische Bibliothek II,2:1-53/1804 (Ed. K. Himly and J. A. Schmidt)
- Blicke in das Wesen des Menschen (« Luci sulla natura dell'uomo »), Aarau, 1812.
- Naturlehre des menschlichen Erkennens, oder Metaphysik (« Scienza naturale della conoscenza umana, ossia metafisica »), Aarau, 1828 (nuova edizione a cura di Hans Rudolf Schweizer, Amburgo, Felix Meiner, 1985.
- Die Verfassung der Vereinigten Staaten Nordamerika’s als Musterbild der Schweizerischen Bundesreform (« La Costituzione degli Stati Uniti dell'America del Nord come modello della riforma federale svizzera »), Schaffhausen, 1848.